# Dayton Ice Bandits
Die Dayton Ice Bandits waren ein US-amerikanischer Eishockeyverein in Dayton, Ohio, und  spielte in der Saison 1996/97 in der Colonial Hockey League.

## Geschichte
Das Franchise der London Wildcats aus der Colonial Hockey League wurde 1996 von London, Ontario, nach Dayton, Ohio, umgesiedelt und in Dayton Ice Bandits umbenannt. In ihrer einzigen Spielzeit, der Saison 1996/97, belegten die Ice Bandits mit nur 34 Punkten in 74 Spielen den fünften und somit letzten Platz der West Division. Dadurch verpasste die Mannschaft die Playoffs um den Colonial Cup. 
Nachdem die Dayton Ice Bandits ein Jahr lang inaktiv waren, wurde das Franchise vor der Saison 1998/99 nach Utica, New York, umgesiedelt, wo es anschließend unter dem Namen Mohawk Valley Prowlers am Spielbetrieb der United Hockey League, wie die Colonial Hockey League ab 1997 hieß, teilnahm. Dort ersetzten sie die Utica Blizzard, die ein Jahr zuvor nach Winston-Salem umgesiedelt worden waren.  

## Saisonstatistik
Abkürzungen: GP = Spiele, W = Siege, L = Niederlagen, T = Unentschieden, OTL = Niederlagen nach Overtime SOL = Niederlagen nach Shootout, Pts = Punkte, GF = Erzielte Tore, GA = Gegentore, PIM = Strafminuten
| Saison  | GP | W  | L  | T | OTL | SOL | Pts | GF  | GA  | Platz     | Playoffs           |
| 1996/97 | 74 | 13 | 53 | — | —   | 8   | 34  | 216 | 412 | 5., CoHLW | nicht qualifiziert |

## Team-Rekorde

### Karriererekorde
Spiele: 74  Kelly Melton
Tore: 27  Dan Carter,  Cosmo Clarke
Assists: 50  Bob Clouston
Punkte: 59  Bob Clouston
Strafminuten: 213  Jack Greig